# Cachoeira dos Índios
Pour les articles homonymes, voir Cachoeira.
Cachoeira dos Índios est une ville brésilienne de l'ouest de l'État de la Paraíba.
Sa population était estimée à 8 388 habitants en 2007. La municipalité s'étend sur 173 km2.